# Huilly-sur-Seille
Huilly-sur-Seille ist eine französische Gemeinde im Département Saône-et-Loire in der Region Bourgogne-Franche-Comté. Sie gehört zum Arrondissement Louhans und zum Kanton Cuiseaux. Die Gemeinde hat 352 Einwohner (Stand 1. Januar 2022), sie werden Huillytais, resp. Huillytaises genannt.

## Geografie

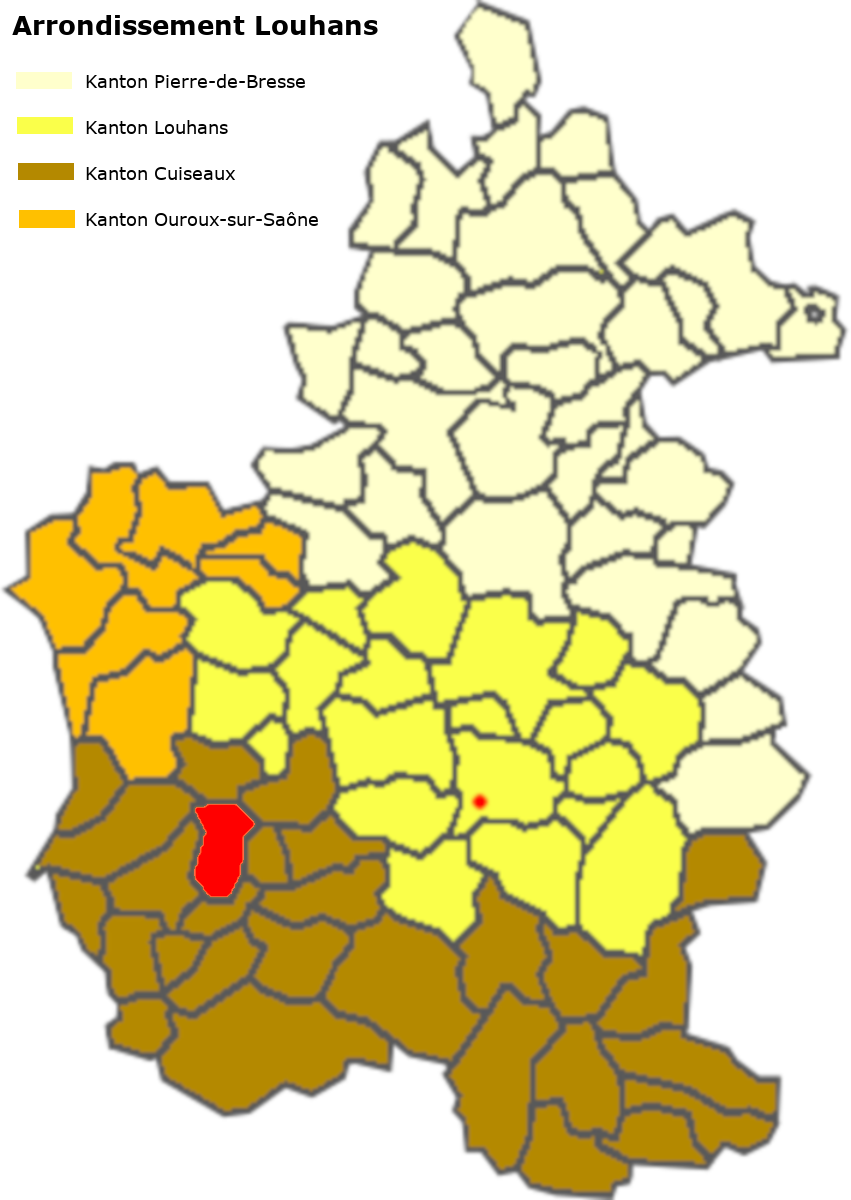
Lage der Gemeinde im Arrondissement Louhans

Die Gemeinde liegt in der Landschaft Bresse im Südwesten des Arrondissement Louhans in einem Bogen der Seille, welche die östliche und südliche Gemeindegrenze bildet. Ein kurzes Stück der nordöstlichen Gemeindegrenze bildet das Flüsschen La Serrée und der Étang Pitou mit seinem Bief (künstlicher Wasserlauf zur Bewirtschaftung der Étangs). Das zentrale Gemeindegebiet wird durch den Ruisseau du Moulin du Roi in die Seille entwässert. Durch den südlichen Teil der Gemeinde führt die Departementsstraße D175 (Loisy–Rancy) in West-Ost-Richtung. Das nördliche Gemeindegebiet ist stark bewaldet mit Laubwald. Zur Gemeinde gehören die folgenden Weiler und Fluren: les Archers, le Bief, les Bois, les Brussillets, Chardenet, Chavanut, les Crochets, la Crôte, la Cure, la Défriche, Écuelle, Étang-Neuf, les Farges, la Folie, le Marnaud, les Maupreys, Molaise, le Moley, le Pin, Port-de-Chevreux, le Quart, la Rippe-à-Peine, Romaine, le Rompois, Tiffailles.

### Klima
Das Klima in Huilly-sur-Seille ist warm und gemäßigt. Es gibt das ganze Jahr über deutliche Niederschläge, selbst der trockenste Monat weist noch hohe Niederschlagsmengen auf. Die Klassifikation des Klimas nach Köppen und Geiger ist Cfb ((Gemäßigtes) Ozeanklima). Die Temperatur liegt im Jahresdurchschnitt bei 12,1 °C. Der wärmste Monat ist der Juli mit einer Durchschnittstemperatur von 21,2 °C, der kälteste der Januar mit 3,4 °C. Über ein Jahr verteilt summieren sich die Niederschläge auf 1121 mm, dabei ist der November mit 118 mm der niederschlagsreichste, während Juli als trockenster Monat 82 mm aufweist. Über das ganze Jahr werden etwa 2754 Sonnenstunden gezählt.
|                        | Jan | Feb | Mär  | Apr  | Mai  | Jun  | Jul  | Aug  | Sep  | Okt  | Nov  | Dez |   |      |
| Mittl. Temperatur (°C) | 3,4 | 4,1 | 7,6  | 11,3 | 15,1 | 19,3 | 21,2 | 20,8 | 17,1 | 13,0 | 7,5  | 4,2 | ⌀ | 12,1 |
| Mittl. Tagesmax. (°C)  | 6,4 | 7,8 | 12,1 | 15,8 | 19,5 | 24,0 | 25,9 | 25,6 | 21,6 | 17,0 | 10,6 | 7,0 | ⌀ | 16,2 |
| Mittl. Tagesmin. (°C)  | 0,8 | 0,7 | 3,4  | 6,5  | 10,4 | 14,3 | 16,4 | 16,1 | 12,9 | 9,4  | 4,6  | 1,7 | ⌀ | 8,1  |
|                        |     |     |      |      |      |      |      |      |      |      |      |     |   |      |
| Niederschlag (mm)      | 94  | 79  | 77   | 93   | 99   | 83   | 82   | 88   | 99   | 109  | 118  | 100 | Σ | 1121 |

| 0,8 |

| 0,7 |

| 3,4 |

| 6,5 |

| 10,4 |

| 14,3 |

| 16,4 |

| 16,1 |

| 12,9 |

| 9,4 |

| 4,6 |

| 1,7 |

| 0,8 |

| 0,7 |

| 3,4 |

| 6,5 |

| 10,4 |

| 14,3 |

| 16,4 |

| 16,1 |

| 12,9 |

| 9,4 |

| 4,6 |

| 1,7 |

## Toponymie
Die erste Erwähnung geht zurück auf 981, als Ecclesia Sancti-Johannis in villa quae dicitur Anguliacus erwähnt wird. Es bestand also bereit in dieser Zeit eine Kirche, die Johannes dem Täufer geweiht war. Offensichtlich war das Gebiet schon zu gallo-römischer Zeit besiedelt, denn diese Kirche stand in einem Ort, der Anguliacus genannt wurde. Ernest Nègre führt den Namen zurück auf den Personennamen Angulius, mit dem Possessivsuffix -acum wurde sein Besitz zu Anguiliacum. Dass der Name auf den lateinischen Anguilla, den Aal zurückzuführen ist, scheint eher zweifelhaft.

## Geschichte
Molaise war als eigene Gemeinde genannt und wurde erst 1823 mit Huilly-sur-Seille vereinigt, verfügte aber über ein Schloss, das 1868 erbaut wurde und heute noch besteht. Vorher bestand ein älteres Schloss, von dem die Motte untersucht wurde. Neben Molaise waren auch Romaine und Port-de-Chevreux eigene Lehen, während das übrige Gebiet zur Baronie von Loisy gehörte.
Henri, Herzog von Burgund schenkte die Kirche von Huilly dem Abt des Klosters Tournus, unter der Bedingung, dass die Erträge bei ihm verblieben. Eude, der Abt von Tournus übertrug ihm dafür die Kapelle des Heiligen Martin in Jouvençon mit zugehörigen Ländereien. Die Kirche ist dem Heiligen Georg geweiht und wurde 1877 erweitert. Die Statue des Heiligen aus verschiedenfarbenen Hölzern aus dem 15. Jahrhundert ist nach wie vor vorhanden. 1934 wurde die Mairie-École erbaut, 1950 wurde die Brücke über die Seille erbaut, sie ersetzte die frühere Fähre. 1988 bestanden noch etwa 17 Landwirtschaftsbetriebe, heute werden rund 50 Liegenschaften als Ferienhäuser genutzt.

### Die Herren von Huilly
981 schenkte der Herzog von Burgund, Heinrich der Große, die Kirche der Benediktinerabtei Tournus. Huilly-sur-Seille war Teil der  Baronie von Loisy und mit deren Geschichte verbunden. 
Es bestanden aber noch weitere Lehen im Gemeindegebiet: 
- Molaise: 1533 gehörte der Weiler ebenfalls zur Baronie von Loisy, 1662 gehörte es Pierre de Thoisy, Herr von Gamay, Molaise und Joudes. im 18. Jahrhundert gehörte es den de Berbis, Marquis von Rancy, Baron des Barres und Herren von Molaise
- Romaine: dazu ist nur bekannt, dass der Weiler im 18. Jahrhundert den de Berbis, Marquis von Rancy, Baron des Barres und Herren von Molaise gehörte.
- Chevreux-sur-Seille hatte einen Hafen für die Schifffahrt auf der Seille. Er gehörte im 18. Jahrhundert ebenfalls den de Berbis, Marquis von Rancy, Baron des Barres und Herren von Molaise.

## Bevölkerung
| Huilly-sur-Seille: Einwohnerzahlen von 1793 bis 2020 | Huilly-sur-Seille: Einwohnerzahlen von 1793 bis 2020 | Huilly-sur-Seille: Einwohnerzahlen von 1793 bis 2020 | Huilly-sur-Seille: Einwohnerzahlen von 1793 bis 2020 | Huilly-sur-Seille: Einwohnerzahlen von 1793 bis 2020 |
| --- | ---------------------------------------------------- | ---------------------------------------------------- | ---------------------------------------------------- | ---------------------------------------------------- |
| Jahr |                                                      |                                                      |                                                      | Einwohner                                            |
| 1793 | 1793                                                 |                                                      | 674                                                  | 674                                                  |
| 1800 | 1800                                                 |                                                      | 655                                                  | 655                                                  |
| 1806 | 1806                                                 |                                                      | 612                                                  | 612                                                  |
| 1821 | 1821                                                 |                                                      | 670                                                  | 670                                                  |
| 1831 | 1831                                                 |                                                      | 750                                                  | 750                                                  |
| 1836 | 1836                                                 |                                                      | 720                                                  | 720                                                  |
| 1841 | 1841                                                 |                                                      | 714                                                  | 714                                                  |
| 1846 | 1846                                                 |                                                      | 746                                                  | 746                                                  |
| 1851 | 1851                                                 |                                                      | 793                                                  | 793                                                  |
| 1856 | 1856                                                 |                                                      | 788                                                  | 788                                                  |
| 1861 | 1861                                                 |                                                      | 772                                                  | 772                                                  |
| 1866 | 1866                                                 |                                                      | 722                                                  | 722                                                  |
| 1872 | 1872                                                 |                                                      | 730                                                  | 730                                                  |
| 1876 | 1876                                                 |                                                      | 744                                                  | 744                                                  |
| 1881 | 1881                                                 |                                                      | 729                                                  | 729                                                  |
| 1886 | 1886                                                 |                                                      | 763                                                  | 763                                                  |
| 1891 | 1891                                                 |                                                      | 725                                                  | 725                                                  |
| 1896 | 1896                                                 |                                                      | 711                                                  | 711                                                  |
| 1901 | 1901                                                 |                                                      | 680                                                  | 680                                                  |
| 1906 | 1906                                                 |                                                      | 661                                                  | 661                                                  |
| 1911 | 1911                                                 |                                                      | 655                                                  | 655                                                  |
| 1921 | 1921                                                 |                                                      | 582                                                  | 582                                                  |
| 1926 | 1926                                                 |                                                      | 574                                                  | 574                                                  |
| 1931 | 1931                                                 |                                                      | 522                                                  | 522                                                  |
| 1936 | 1936                                                 |                                                      | 507                                                  | 507                                                  |
| 1946 | 1946                                                 |                                                      | 482                                                  | 482                                                  |
| 1954 | 1954                                                 |                                                      | 414                                                  | 414                                                  |
| 1962 | 1962                                                 |                                                      | 373                                                  | 373                                                  |
| 1968 | 1968                                                 |                                                      | 348                                                  | 348                                                  |
| 1975 | 1975                                                 |                                                      | 304                                                  | 304                                                  |
| 1982 | 1982                                                 |                                                      | 290                                                  | 290                                                  |
| 1990 | 1990                                                 |                                                      | 297                                                  | 297                                                  |
| 1999 | 1999                                                 |                                                      | 273                                                  | 273                                                  |
| 2009 | 2009                                                 |                                                      | 299                                                  | 299                                                  |
| 2014 | 2014                                                 |                                                      | 326                                                  | 326                                                  |
| 2020 | 2020                                                 |                                                      | 347                                                  | 347                                                  |
| Quelle(n): EHESS/Cassini bis 2006, ab 2009 INSEE Anmerkung(en): • Ab 1962 offizielle Zahlen ohne Einwohner mit Zweitwohnsitz • Die Vereinigung von Huilly-sur-Seille und Molaize erfolgte 1823. In diesem Diagramm sind die Zahlen für beide Teilgemeinden enthalten • Höchste Einwohnerzahl 1851 mit 793, tiefste Einwohnerzahl 1999 mit 273 (34,4 % vom Maximum) |                                                      |                                                      |                                                      |                                                      |

| Bevölkerungsstruktur | Anzahl Einwohner | männlich | weiblich | davon Ausländer | Anteil % |
| -------------------- | ---------------- | -------- | -------- | --------------- | -------- |
|                      | 352              | 187      | 165      | 1               | 0,3      |

| Männer | Alterstufe | Frauen |
| ------ | ---------- | ------ |
| 0      | 90 + älter | 2      |
| 11     | 75–89      | 22     |
| 43     | 60–74      | 26     |
| 34     | 45–59      | 30     |
| 35     | 30–44      | 37     |
| 28     | 15–29      | 15     |
| 37     | 0–14       | 33     |

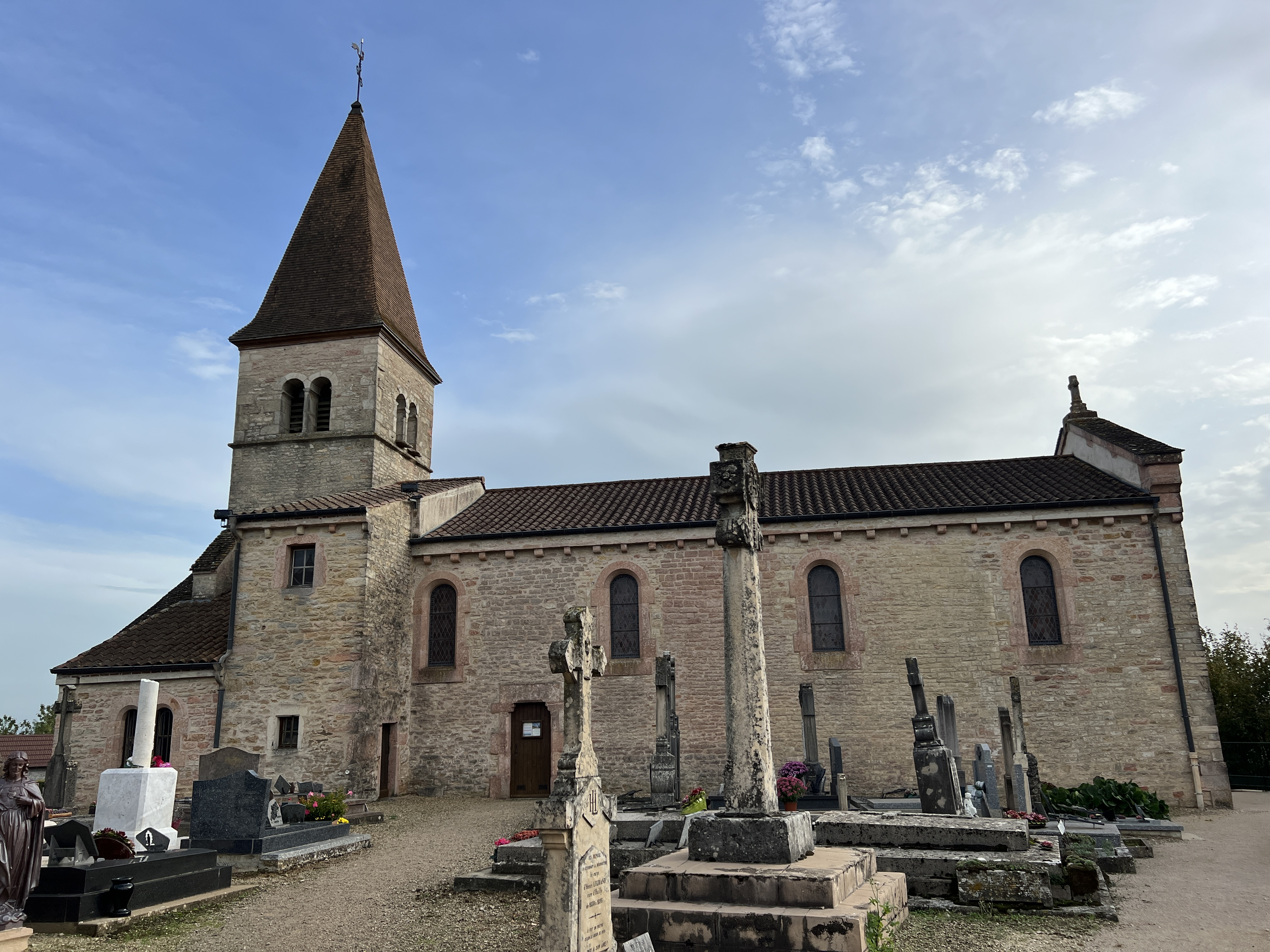
Kirche Saint-Georges in Huilly-sur-Seille

Die Bevölkerungsstruktur zwischen Männern und Frauen weist einen Überhang zugunsten der Männer aus, die 53,1 % ausmachen, wobei 53 % der Bevölkerung jünger als 45 Jahre sind. Demgegenüber sind 30 % der Einwohner älter als 60 Jahre und damit im Rentenalter.
| Wohnstruktur               | Anzahl Wohneinheiten | davon Häuser | Wohnungen |
| -------------------------- | -------------------- | ------------ | --------- |
|                            | 205                  | 202          | 3         |
| davon Hauptwohnsitz        | 146                  |              |           |
| Zweit- oder Ferienwohnsitz | 34                   |              |           |
| vakant                     | 25                   |              |           |

## Wirtschaft und Infrastruktur

### Unternehmen, Betriebe, Ladengeschäfte und Einrichtungen
In der Gemeinde befinden sich nebst Mairie und Kirche folgende Unternehmen nach Branchen:
| Branche                                                           | Anzahl Betriebe |
| ----------------------------------------------------------------- | --------------- |
| Industrie und verarbeitendes Gewerbe                              | 1               |
| Baugewerbe                                                        | 1               |
| Groß- und Einzelhandel, Verkehr, Beherbergung und Gastronomie     | 4               |
| Information und Kommunikation                                     |                 |
| Finanz- und Versicherungsdienstleistungen                         |                 |
| Grundstücks- und Wohnungswesen                                    | 2               |
| Freiberufliche, wissenschaftliche und technische Dienstleistungen | 2               |
| Öffentliche Verwaltung, Unterricht, Gesundheits- und Sozialwesen  |                 |
| Sonstige Dienstleistungen                                         | 1               |
| Land- und Forstwirtschaftsbetriebe                                | 7               |

In der Gemeinde befinden sich ein Coiffeursalon und ein Bauunternehmen sowie eine Gîte und eine Bibliothek. Für die Güter des täglichen Bedarfs versorgen sich die Einwohner in Cuisery oder Tournus.

### Geschützte Produkte in der Gemeinde
Als AOC-Produkte sind in Huilly-sur-Seille Crème et beurre de Bresse zugelassen, ferner Volaille de Bresse und Dinde de Bresse.

### Bildungseinrichtungen
In der Gemeinde besteht eine École primaire (École maternelle und École élémentaire), die der Académie de Dijon untersteht und von 34 Schülern besucht wird. Für die Schule gilt der Ferienplan der Zone A.

## Sehenswürdigkeiten
- Kirche Saint-Georges, ehemals Saint-Jean aus dem 12. Jahrhundert, Beschreibung und Fotos der Kirche[25]